# Tumulus van Ramelot
De Tumulus van Ramelot is een Gallo-Romeinse grafheuvel bij Ramelot in de Belgische provincie Luik in de gemeente Tinlot. De heuvel ligt ten zuidoosten van het dorp in de nabijheid van de Chaussée Romaine, de Romeinse weg Tongeren-Aarlen.

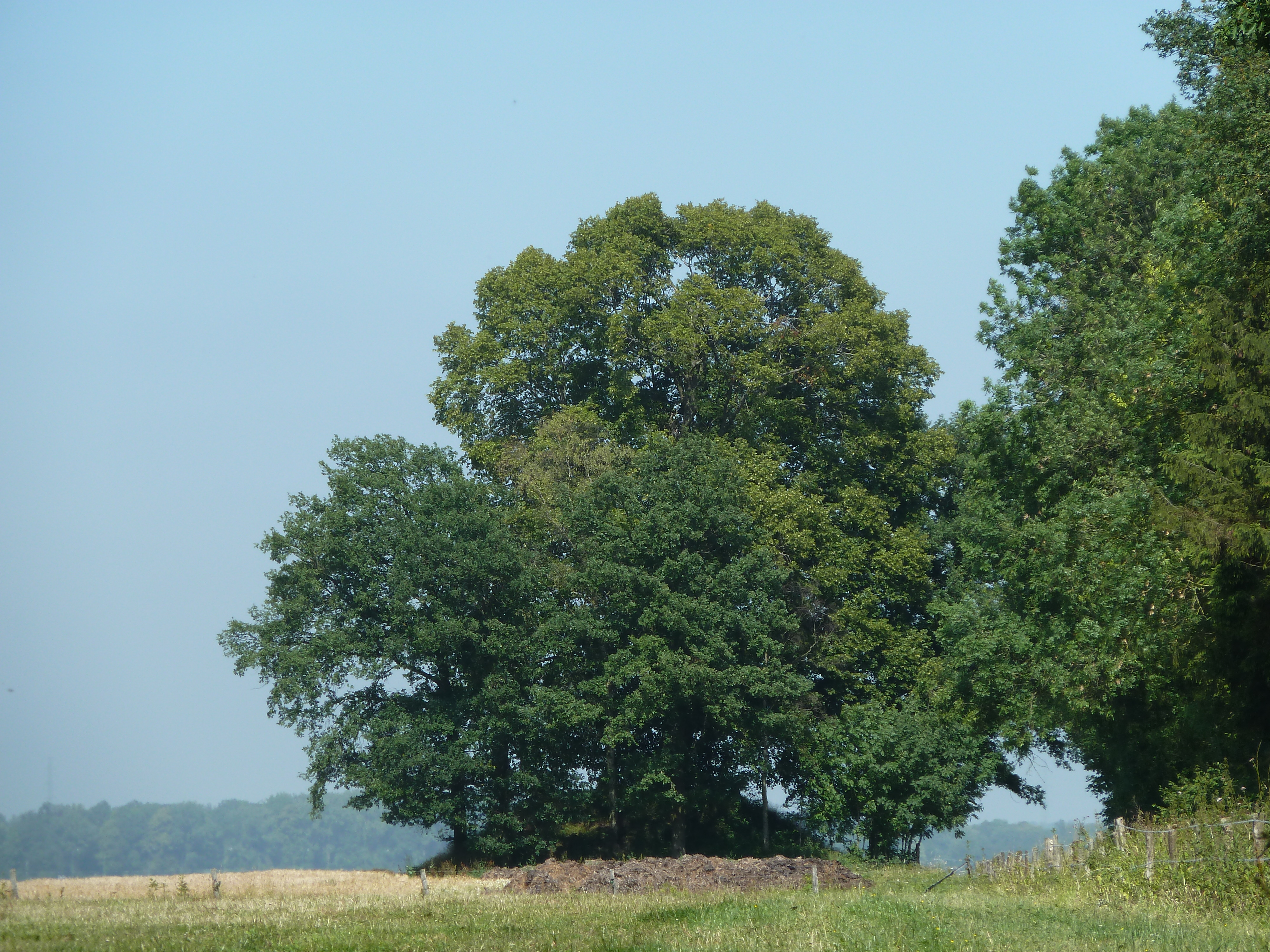
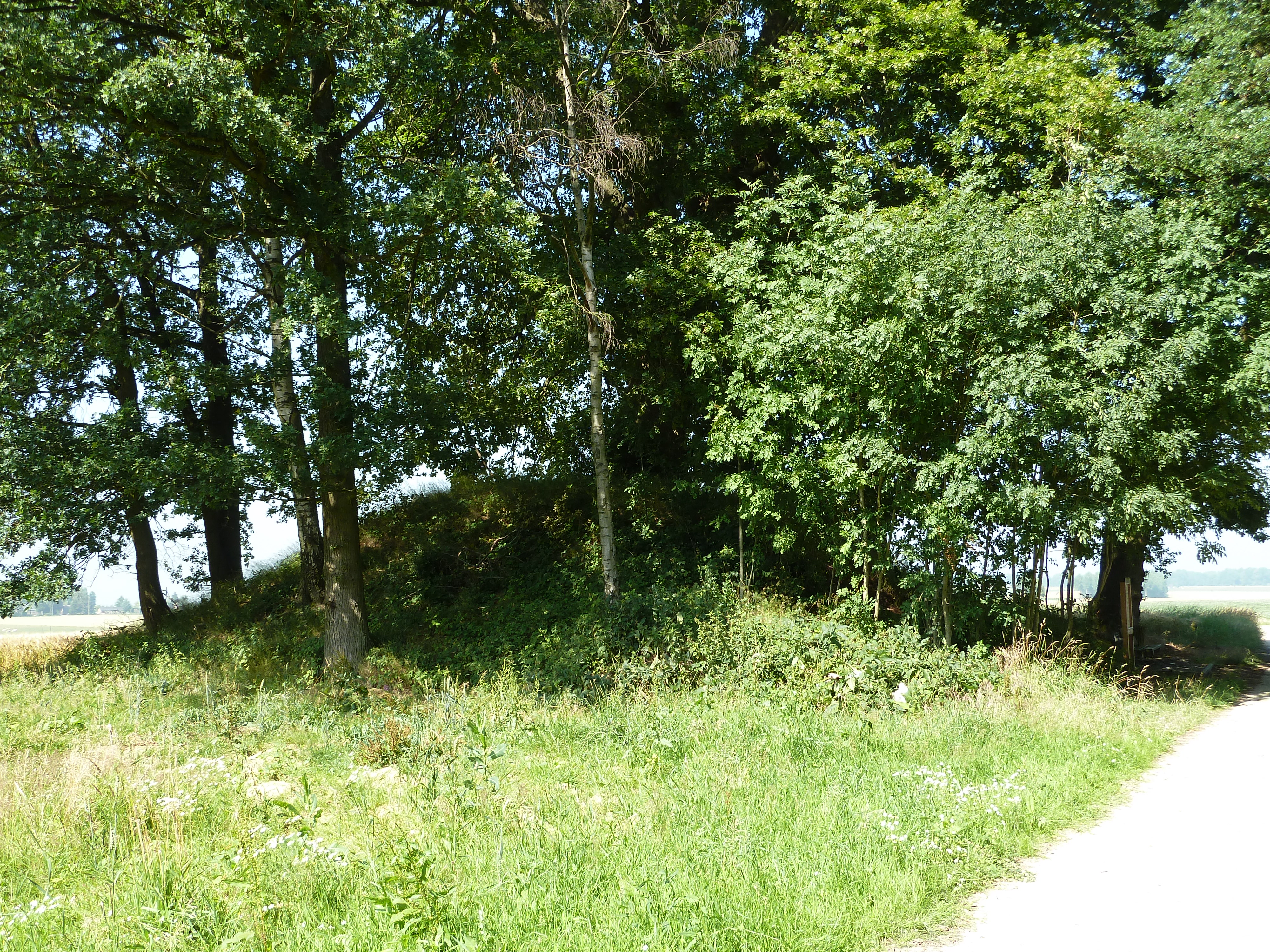